# Gerhard Ott
Gerhard Heinrich Ott (* 11. Dezember 1929 in Neu-Württemberg, Rio Grande do Sul; † 31. Mai 2001 in Bonn-Bad Godesberg) war ein deutscher Chirurg und Professor.

## Leben
Nach dem Abitur an dem Zeppelin-Gymnasium in Stuttgart studierte Ott an den Universitäten Tübingen, Hamburg, Freiburg und Heidelberg Medizin. In Tübingen wurde er Mitglied der Landsmannschaft Schottland und in Heidelberg schloss er sich der Landsmannschaft Teutonia an. 1956 wurde er mit der Dissertation Die Beschwerden von Ulcus ventriculi et duodeni bei Mangel an Salzsäure zum Dr. med. promoviert. Nach der Medizinalassistentenzeit erhielt er seine chirurgische Ausbildung unter Karl Heinrich Bauer und Fritz Linder in der Chirurgischen Universitätsklinik Heidelberg. Nach einer extensiven Ausbildung in der Allgemein-, Unfall- und Abdominalchirurgie sowie Urologie erhielt er 1964 die Facharztanerkennung für Chirurgie.
1968 wurde er aufgrund seiner Habilitationsschrift Hautprothesen und Fremdkörpersarkome und einer Antrittsvorlesung Brustkrebs im Wandel der Zeiten für das Fach Chirurgie an der Universität Heidelberg habilitiert. Hier erhielt er auch 1973 ein Extraordinariat. Ott widmete sich wissenschaftlich unter dem Einfluss von K. H. Bauer in Heidelberg besonders den klinisch-onkologischen Problemen, der medizinischen Dokumentation und den Problemen des Unfallrettungsdienstes. Seine wissenschaftliche Aktivität wurde durch eine Vielzahl von entsprechenden Publikationen, Beiträgen in und Alleinherausgabe von Lehrbüchern gekennzeichnet.
Von 1970 bis 1994 war Gerhard Ott Chefarzt der Chirurgischen Abteilung des neu erbauten Evangelischen Krankenhauses Bonn-Bad Godesberg. Wo er seine Erfahrungen aus der operativen Tumorbehandlung auch als Kuratoriumsmitglied der Deutschen Krebshilfe einbringen konnte. Mit Antritt dieser Chefarztstelle widmete er sich ferner mit großem Engagement dem Thema Heilwirkung der Kunst. Die Beweggründe dafür waren von der Absicht getragen, die emotionale Wirkung von Kunst zu nutzen als ein offenes Angebot an Patienten, Besucher und Beschäftigte. In Krankenzimmern, Fluren und Wartezimmern platzierte er zeitgenössische Kunstwerke. Diese dienten nach Ott dazu, tiefen seelischen Empfindungen eine klarere Form zu geben. Er stellte fest, dass die Patienten vielfach eine herabgesetzte Reizschwelle gegenüber Licht, Ton, Farben und Bewegung haben. Sie seien dadurch besonders für die Aussagen der Kunst sensibilisiert und empfangsfähig. Unterstützt wurde diese Arbeit durch seine Frau, der Kunsthistorikerin Evelyn Weiss und seit 1986 langjährig von der Kunsthistorikerin Marion Diwo.
Die Zeit nach seiner Pensionierung widmete Ott besonders ausgiebig der Ayurveda-Medizin, intensiviert durch zahlreiche Reisen nach Indien. Neben seinem Einsatz als Mentor und Mäzen eines indischen Krankenhauses war er für CARE Deutschland bei der Aktion Menschlichkeit für Ruanda in den Flüchtlingslagern um Goma tätig.

## Auszeichnungen
Gerhard Ott wurde mit dem Bundesverdienstkreuz am Bande für den Aufbau des Unfallrettungsdienstes in Bonn-Bad Godesberg sowie der Ehrenmitgliedschaft des Berufsverbandes Plastisch-Rekonstruktiver Chirurgen für seine Verdienste um die Gründung des Berufsverbandes geehrt.

## Veröffentlichungen
- mit H. C. Nittinger und R. Schunck: Das Rendezvous-System als regionales Modell ärztlicher Notfallversorgung. In: Münchener Medizinische Wochenschrift. Band 124, 1982, S. 1079 ff.
- mit Walter Smerling und Evelyn Weiss: Der andere Blick – Heilungswirkung der Kunst heute. DuMont. Bonn 1986, ISBN 978-3770119639
- Menschenbild und Krankheitslehre. Springer, Bonn 1987, ISBN 978-3540179160
- mit Evelyn Weiss und Marion Diwo: Sybaris und MarrakesCh, Michael Buthe und seine Klasse im Ev. Waldkrankenhaus Bonn Bad Godesberg. Bonn 1988